# エコー・パーク (小説)

エコーパーク(原題：Echo Park)は、アメリカのミステリー作家マイクル・コナリーによる17番目の小説であり、ロサンゼルスの刑事ハリー・ボッシュを主人公とする12番目の小説である。 原著は2006年に、日本語版は2010年に出版された。ボッシュが13年前に担当して未解決だった女性失踪事件を、最近逮捕された連続殺人犯が自供すると聞き、ボッシュと相棒キズミン・ライダーはその真偽を探っていく。

## あらすじ

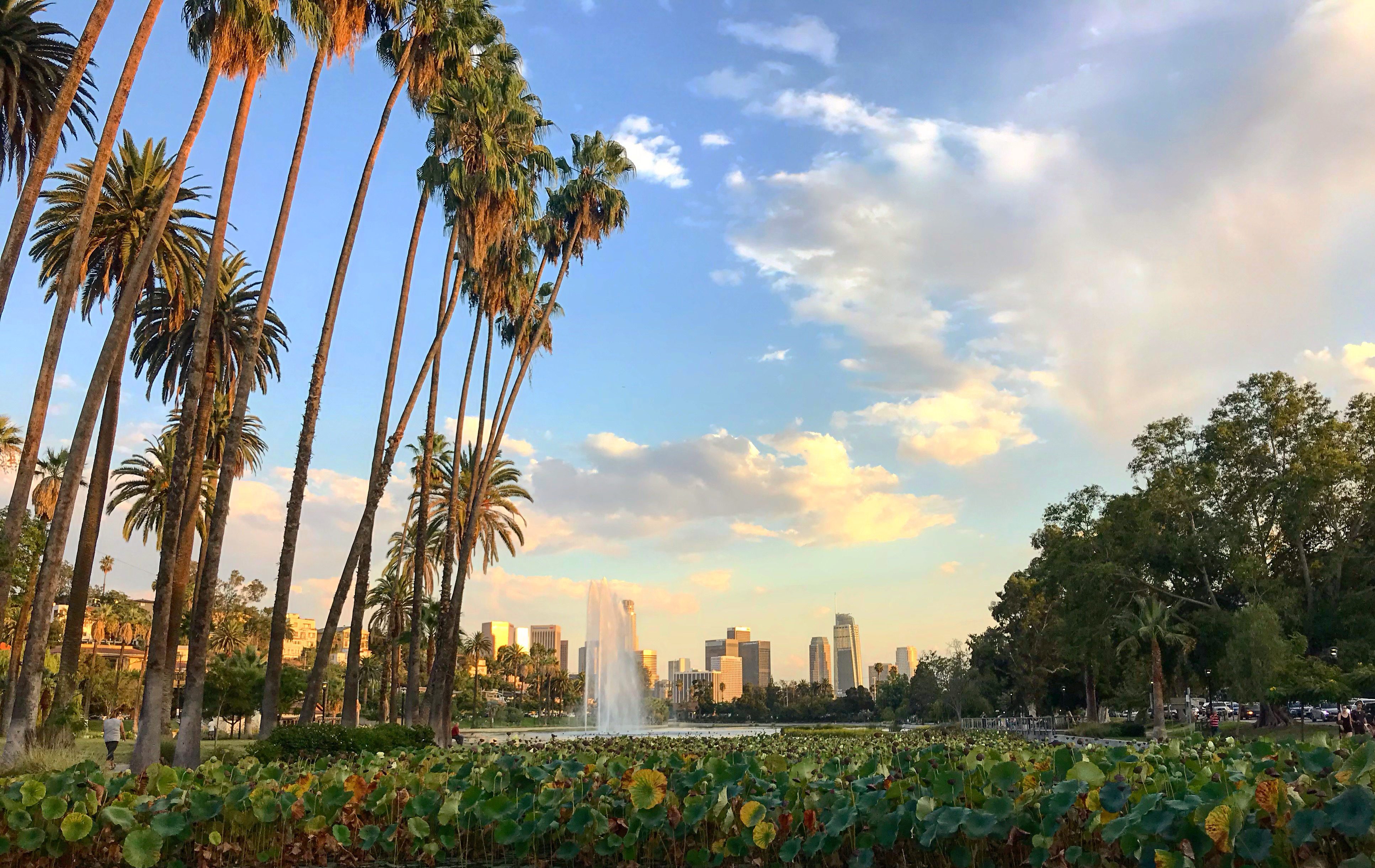
エコー・パーク (カリフォルニア州)はロサンゼルス中心部にある地区で、ドジャースタジアムなどが存在する。

1993年、マリー・ゲストという女性が行方不明となり、ハリウッドの集合住宅ハイ・タワーの駐車場に停められていた車の助手席から彼女の衣服が発見された。この駐車場は空き部屋のもので、前の持ち主の女性は既に引っ越していた。当時ボッシュとエドガーが捜査に当たっていた。
それから13年後、ノースイースト署の刑事から電話にて、彼が担当しているレイナード・ウェイツという容疑者の事件の検察官オシェイが、マリー・ゲスト事件の資料を見たがっているという連絡が寄せられる。レイナード・ウェイツは、深夜のエコー・パークでワゴン車に乗っていたところを職務質問され、積んでいたゴミ袋から二人の女性のバラバラ死体が見つかって逮捕されていた。
ボッシュとライダーはオシェイのオフィスにマリー・ゲスト事件の捜査資料を持参する。ボッシュはこの事件が気になって13年間断続的に細々と続けていることを話し、アンソニー・ガーランドという容疑者を疑っているが証拠が見つからないと話す。彼は地元の石油王の息子で、マリーの衣服が見つかった駐車場の空き部屋の持ち主だった女性の元カレであった。ウェイツはオシェイに対し、逮捕時に運んでいた遺体の他にも9件の殺人を犯しており、その情報を提供する代わりに求刑を減らしてほしいという取引を提案していた。その9件のうちの1件がマリー・ゲストだと明かしたのだという。ボッシュはその取引に反対するが、オシェイは取引に応じることが遺族のためになるのだとボッシュを説得する。
ウェイツの犠牲者たちは失踪してもすぐには気づかれない売春婦たちだったが、1件だけ、質店の店主の男性を焼死させたという事件が含まれていた。ボッシュはマリー・ゲストの母親に電話し、レイナード・ウェイツの名を娘から聞いたことが無いかどうかを確認する。ボッシュはFBIのレイチェル・ウォリングに、ウェイツの資料からプロファイリングしてくれるように頼む。彼女はFBIの戦術情報担当として働いていた。彼女によれば、レイナードという名前は中世フランスの民間伝承において狐の名前として使われており、レイナード・ウェイツは「狐が待ち構えている」という意味の偽名なのではないかという。
オシェイに渡した捜査資料の中に、ウェイツがかつて使っていた偽名と同じ名前の者から情報提供の電話がかかってきた記録があるが応対した形跡が無いことがわかり、ボッシュとエドガーは当時重要な機会を逃していたとショックを受ける。
ボッシュとウォリングは『天使と罪の街』事件の最後で気まずい別れ方をしていたが、今回の捜査でよりを戻す。
ボッシュとオシェイらがウェイツを尋問し、マリー・ゲスト事件の詳細を喋らせると一部が事実と異なることにボッシュは気づくが、オシェイは彼を現場検証に連れ出して遺体を見つけようと強硬に主張し、現場検証を実現させる。ウェイツが現場に案内し、その地中から確かに死体の出すガスが検知されるが、そこから引き上げようとした際に刑事の拳銃を奪って逃走し、その際にキズミン・ライダーも撃たれて瀕死の重傷を負ってしまう。彼女は病院に運ばれて一命を取り止めるが、喋れるまでに回復すると、ウェイツと十分戦えなかった後悔をボッシュに打ち明け、体が回復した後も警官には戻れないと言う。ボッシュは逃走するウェイツがオシェイに向かって「てめえのいんちき取引がこのざまだ！」と叫んだことの意味を訝しむ。
ボッシュが以前コピーしていたマリー・ゲスト捜査記録を見返していると、そのコピーにはウェイツから電話がかかってきていたという記録が無いことに気づく。捜査記録がここ数日の間に改ざんされたのだ。ボッシュは、ウェイツがマリー・ゲストを殺しておらず、何らかの陰謀によってウェイツの犯行にされたのだと結論づける。もしボッシュが長年睨んでいた通りアンソニー・ガーランドがマリー・ゲスト事件の真犯人だとすると、彼か父親が刑事を買収してこの事件もウェイツの犯行に追加し、ウェイツも現場検証で逃走する機会に賭けてその芝居を引き受けたのではないかと疑う。ボッシュはウェイツが案内した現場を再び訪れ、彼がその現場に一度も行ったことがないのにそこに案内するために使われた目印を見つける。ボッシュはガーランドの顧問弁護士の事務所がオシェイの選挙に献金していることを突き止め、オシェイのことも疑う。
ボッシュとウォリングはウェイツが昔書いたのと同じ生年月日の人物が被害者の質屋の記録にあることを突き止め、ウェイツの本名を知る。その名前を辿っていくと、彼はシングルマザーの売春婦の息子で、ボッシュのように保護施設を転々としていたことが分かる。そして一番長く暮らした里親の家がある地区がエコー・パークであった。ボッシュとウォリングはエコー・パークに向かい、里親の家を眺められる水道局のビルに入らせてもらった。そこのマネジャーはエドガーの従兄弟だった。そこから眺めると、その家の車庫に白いワゴン車が停まっているのがわかった。ウェイツが逃走した翌日に女性が誘拐された車と同じである可能性があり、ボッシュとウォリングはその家に駆けつける。ウォリングは応援を待とうと言うが、ボッシュは誘拐された女性を救い出そうと突入し、ウェイツと対峙する。ウェイツはマリー・ゲストを殺していないことを認め、すべては弁護士スワンの提案だったと明かす。ボッシュはウェイツの隙を突いて攻撃し、彼を撃ち殺し、誘拐されていた女性を救い出す。
事件が解決したところにオシェイが現れたので、ボッシュはお前が黒幕でガーランドに買収されたのだろうと追求するがオシェイは否定する。その後、エドガーの従兄弟から連絡があり、ボッシュらが去った後に別の刑事が来たという。その人相を確認すると、ボッシュの上司プラットであった。ボッシュがプラットと弁護士スワンを逮捕して尋問すると、プラットはガーランドから買収されていたことを認める。ボッシュらはガーランド親子が関わっていた証拠を得るため、プラットを彼らに接触させるが、ちょっとした隙にガーランド（息子）がプラットを射殺し、張り込んでいた捜査員が彼を射殺する。
よりを戻して愛し合っていたボッシュとウォリングであるが、ウェイツとの対決でのボッシュの無謀さにウォリングは付いていけないと言い、プラットとガーランドが死んだこともボッシュはある程度予想していたのではないかと責める。
キズミン・ライダーが退院する。彼女は辞職を思いとどまるが、本部長室のデスクワークに異動する意向であるとボッシュに伝える。

## 登場人物
ハリー・ボッシュ：ロス市警 未解決事件班の刑事
キズミン・ライダー：ボッシュの相棒
レイチェル・ウォリング：FBI戦術情報担当捜査官
エーベル・プラット：ボッシュとライダーの上司
マリー・ゲスト：17年前に行方不明になった女性
ジェリー・エドガー：ボッシュの元相棒、ハリウッド署刑事
レイナード・ウェイツ：連続殺人犯
リック・オシェイ：ウェイツ事件の検察官、検事局の選挙立候補者
フレディ・オリーヴァス：ウェイツ事件の担当刑事
アンソニー・ガーランド：ゲスト事件の容疑者
トマス・ガーランド：アンソニーの父、石油王
ジェイスン・エドガー：ジェリー・エドガーの従兄弟、水道局職員
モーリス・スワン：ウェイツの弁護士
アーヴィン・アーヴィング：元ロス市警副本部長、市議会議員立候補者

## 受賞歴
- 2006年 ロサンジェルス・タイムズ・ブック・プライズ（ミステリ/スリラー部門）（英語版） 受賞
- 文庫翻訳ミステリー・ベスト10 2010年 第1位

## 映像化
- 著者マイクル・コナリーは、原著の出版に先立って第1章のショートムービーを作成してYouTubeで公開した[10]。テリル・リー・ランクフォード脚本で、ボッシュはティム・アベル（英語版）が演じた。約1万ドルかけて製作されたこの動画のおかげで、「『エコー・パーク』の初週売上は、これまでで一番よかった」とコナリーは述べている[11]。
- テレビドラマ『BOSCH/ボッシュ』シーズン1は、本作および『シティ・オブ・ボーンズ』『ブラック・ハート』のプロットを組み合わせて作られている。本作のあらすじの主要な部分が取り入れられており、レイナード・ウェイツがエコー・パークにクリーニング店のワゴン車で通りかかったところを警官に停められて逮捕されるところから、最後に地下の秘密の空間でボッシュに射殺されるところまで描かれている。しかしマリー・ゲスト事件や質店の事件は無く、『シティ・オブ・ボーンズ』事件の少年の骨が発掘されたニュースをウェイツが拘置所で見たことから、それも自分の犯行であると自供する（警察関係者との共謀は無い）ことでボッシュが関わることになる。検察官オシェイにより現場検証に連れ出された機会に拳銃を奪って逃走するところも共通するが、現場に居合わせて撃たれるのはキズミン・ライダー刑事ではなくボッシュの同僚ムーア刑事である。ドラマにはレイチェル・ウォリングは登場せず、ウェイツのプロファイリングは元妻のエレノア・ウィッシュが行う。ウェイツは本作とは異なり主に男性を殺害しており、『シティ・オブ・ボーンズ』事件と『ブラック・ハート』の裁判についての新聞記事からボッシュが少年時代に同じ保護施設に入っていたことを知り、ボッシュに執拗に電話してきたり、ボッシュの母親の殺害現場を再現したりするなどの点は本作と大きく異なるところである[12]。